# Azygophleps scalaris
Azygophleps scalaris is een vlinder uit de familie houtboorders (Cossidae). De wetenschappelijke naam van deze soort werd voor het eerst geldig gepubliceerd in 1775 door Fabricius.
De soort komt voor in tropisch Afrika.